# Hyalostenele lutescens
Hyalostenele lutescens là một loài bướm đêm trong họ Geometridae.